# Agrotis morrisoniana
Agrotis morrisoniana är en fjärilsart som beskrevs av Morris 1875. Agrotis morrisoniana ingår i släktet Agrotis och familjen nattflyn. Inga underarter finns listade i Catalogue of Life.